# (308193) 2005 CB79
(308193) 2005 CB79 est un objet transneptunien membre de la famille de Hauméa.
En tant que membre de la famille de Hauméa, (308193) 2005 CB79 est supposé être un fragment collisionnel du manteau glacé de la planète naine Hauméa. Avec une magnitude absolue (H) de 4,7 et un albédo de 0,7, typique de la famille de Hauméa, cet objet aurait un diamètre de 158 km.

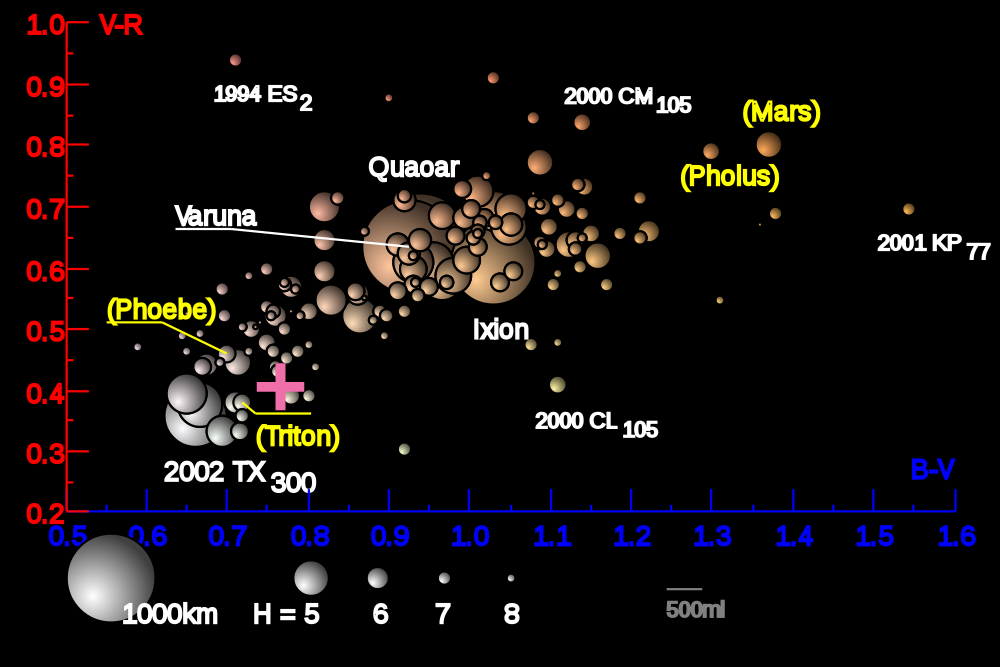
La croix rose indique 2005 RR_{43} (B-V=0.77, V-R=0.41) sur ce diagramme des indices de couleur des transneptuniens. Tous les autres membres de la famille de Hauméa (2005 CB_{79}: 0.73, 0.37) sont situés en bas à gauche de ce point.

Des observations faites en 2012 par Mike Brown à l'observatoire W. M. Keck suggèrent que (308193) 2005 CB79 ne possède pas de compagnon.